# Щорский завод продовольственных товаров
Щорский завод продовольственных товаров — предприятие пищевой промышленности в городе Сновск Сновского района Черниговской области.

## История

### 1944 - 1991
Предприятие было создано в 1944 году как пищевой комбинат.
После окончания войны, в соответствии с четвёртым планом восстановления и развития народного хозяйства СССР, пищекомбинат был реконструирован.
В 1950е - 1960е годы пищекомбинат был расширен и его производственные мощности были увеличены.
В 1970 году предприятие досрочно выполнило производственный план восьмой пятилетки.
В целом, в советское время завод продтоваров входил в число крупнейших предприятий города и Щорского района.

### После 1991
После провозглашения независимости Украины завод перешёл в ведение Государственного комитета пищевой промышленности Украины.
В июле 1995 года Кабинет министров Украины утвердил решение о приватизации завода. В дальнейшем, государственное предприятие было преобразовано в открытое акционерное общество.
C 2000 года завод выпускает продукцию под торговой маркой «Еко Фуд».
В августе 2012 года завод выпускал около 50 наименований продовольственных товаров (пряники, печенье, кексы, бисквиты, соки, повидло), основной продукцией являлись кондитерские изделия.
В 2017 году завод был реорганизован в закрытое акционерное общество. По состоянию на 1 ноября 2017 года завод являлся крупнейшим действующим предприятием на территории Сновского района.
Продукция завода поставляется на экспорт (в Латвию, Молдавию, Румынию, ФРГ и Эстонию).

## Современное состояние
В состав предприятия входят консервный цех, кондитерский цех и котельная (работающая на природном газе).
Завод производит плодоовощные консервы (засахаренные ягоды и повидло), кондитерские изделия (пряники, печенье, кексы, бисквиты, конфеты, пастилу, мармелад, козинаки), соки и иные продовольственные товары.